# Mijn Vlaanderland
Mijn Vlaanderland is een album van Willem Vermandere uit 1995. Ook hier bezong Vermandere veel dagelijkse dingen en zijn eigen streek Vlaanderen. Op het album staat het gelijknamig nummer "Mijn Vlaanderland". Een live-opname van dit nummer verscheen in 1996 op De Zevende Dag - Live, een album met live-opnames van verschillende artiesten uit het televisieprogramma De zevende dag.

## Nummers
1. "Mijn Vlaanderland"
2. "Luchtkasteel"
3. "Den bril"
4. "De Wijnbergstraat"
5. "Zielepoot"
6. "Runeke"
7. "Vladslo", over de Duitse militaire begraafplaats van Vladslo.
8. "Anastasia"
9. "Meiske meiske"
10. "Awel merci"
11. "Mametchka"
12. "Mijn vader"
13. "Moët & Chandon"
14. "De reïncarnatie"
15. "Schoorbakkebrug", naar de Schoorbakkebrug